# José Berr
José Berr ( Regensburg, 29 de diciembre de 1874 - Zúrich, 15 de abril de 1947), fue un compositor, director de orquesta y pianista suizo. En toda la bibliografía, su nombre aparece siempre como José, en español, probablemente por algún antepasado de esta nacionalidad.

## Biografía y obra
Se formó en la Münchener Akademie der Tonkunst donde fue discípulo de Ludwig Thuille y Joseph Gabriel Rheinberger. Además de su dedicación al piano y la composición, dirigió entre 1913 y 1944 una escuela privada de música, en la que contó con la colaboración, entre otros, del compositor y pianista polaco Czeslaw Marek (1891-1985). Uno de sus alumnos fue el compositor y director de orquesta Rolf Liebermann (1910-1999).
Entre sus obras se encuentran las óperas Der tote Gast (1923), François Villon (1932), Santa Rock (1939) y John Kabys (1945). También música para los ballets Der weisse Tänzer (1926), Francesca (1901) y Der Lebenstrank (1924). Compuso asimismo obras para orquesta, obras corales y muchas partituras para piano, entre ellas Petits morceaux caractéristiques, Resignation, Berceuse d’enfant, Dans le crépuscule, Impression, Valse intime, Sonatine suisse, Prelude nocturnal y Affenfuge.